# Rómulo Díaz de la Vega
Rómulo Díaz de la Vega (Cidade do México, 1800? - Puebla, Outubro de 1867) foi um militar e político conservador mexicano.
Ocupou interinamente a presidência do México, durante dois dias, após a demissão de Antonio López de Santa Anna até à nomeação de Martín Carrera. Após a demissão deste último, ocupa pela segunda vez e interinamente o cargo de presidente durante cerca de três semanas, nomeado pelas chefias militares que se haviam revoltado contra Carrera, até ser substituído por Juan Álvarez.
Fez parte do grupo de conservadores que impôs Maximiliano de Habsburgo como imperador em 1863.